# Псара
Псара̀ (на гръцки: Ψαρά) е селище в източна Гърция, единствено в дем Псара на област Северен Егей. Населението му е 454 души (по данни от 2011 г.).
Разположено е на едноименния остров в Егейско море, на 22 km северозападно от близкия край на остров Хиос. Селището съществува от Микенската епоха и се споменава в текстовете на Омир като Псира. Остров Псара е гол и скалист и традиционният поминък на жителите е риболовът и корабоплаването.

## Известни личности
Родени в Псара
- Йоанис Варвакис (1745 – 1825), революционер и търговец

Починали в Псара
- Гулас Драскос (?-1824), революционер
- Йоанис Турундзияс (?-1824), революционер
- Йоанис Цондзас (?-1824), революционер